# Смотра уметности Мермер и звуци
Смотра уметности Мермер и звуци је уметнички фестивал који се први пут реализовао у Аранђеловцу 1968. године.

## О фестивалу
Овај фестивал има за циљ промовисање и приказ стваралаштва уметника из различитих сфера. Већ дуги низ година, на фестивалу се сусрећу представници уметности из области книжевности, режије, театрологије, композиције, глуме, вајарства, публицистике, новинарства, музике, али и политике. У склопу програмске схеме фестивала, дешавају се и Сипмозијум скулптуре Бели Венчац, као и Међународни фестивал Свет керамике, које окупљају скулпторе, вајаре, и вајаре у мермеру. Посетиоци и учесници су у могућности да виде и доживе различите форме уметничког исказивања у виду сликарских колонија, позоришних представа, концерата, књижевних вечери, балета, и фолклора.
Народни музеј Аранђеловац по завршетку фестивала преузима и чува све скулптуре презентоване и рађене за потребе фестивала. Данас је због тога музеј поседује једну од најбројнијих збирки у Европи.  Фестивал траје у периоду од јуна до октобра. 
Један од оснивача овог фестивала био је Александар Ђоновић.